# .nc
.nc je vrhovna internetska domena (country code top-level domain - ccTLD) za Novu Kaledoniju. Domenom upravlja Ured za pošte i telekomunikacije.

## Vanjske poveznice
- IANA .nc whois informacija  Arhivirana inačica izvorne stranice od 11. lipnja 2006. (Wayback Machine)